# Karin Schneider (Kodikologin)
Karin Schneider (* 5. April 1931 in Dessau; † 14. Oktober 2019) war eine deutsche Bibliothekarin, Germanistin, Handschriftenexpertin und Paläographin.

## Leben
Karin Schneider war Bibliothekarin an der Bayerischen Staatsbibliothek. Dort war sie von 1967 bis zum Ruhestand 1995 mit der Katalogisierung der deutschsprachigen mittelalterlichen Handschriften befasst. Sie promovierte 1958 in Fribourg in Germanistik und historischen Hilfswissenschaften bei Wolfgang Stammler. Thema der Dissertation war die Melusine von Thüring von Ringoltingen.
Von ihr stammen Handschriftenkataloge zu den Beständen deutschsprachiger mittelalterlicher Handschriften in Nürnberg, München (Kataloge zu den Beständen der Bayerischen Staatsbibliothek, bezeichnet mit Cgm, erschienen in sieben Bänden von 1970 bis 2005 bei Harrassowitz in Wiesbaden, Cgm 201 bis Cgm 5247, nachdem Cgm 1-200 schon 1920 durch Erich Petzet begonnen wurden) und Augsburg. Von ihr stammen ein Standardwerk über gotische Schriften in deutscher Sprache und insgesamt über 100 wissenschaftliche Publikationen.
Nigel F. Palmer würdigte sie als Doyenne des Studiums mittelalterlicher deutschsprachiger Handschriften und verglich sie mit Bernhard Bischoff.
Im Jahr 2003 erhielt sie die Ehrendoktorwürde der Ludwig-Maximilians-Universität München. Sie war im Comité de paléographie latine. 1985 erhielt sie den Silberorden bene merenti für die Mitarbeit an der Edition ungedruckter Texte des Mittelalters der Bayerischen Akademie der Wissenschaften.

## Schriften (Auswahl)
Außer den in den Einzelnachweisen zitierten Arbeiten war sie an folgenden Veröffentlichungen beteiligt:
- als Hrsg.: Thüring von Ringoltingen: Melusine. E. Schmidt, Berlin 1958 (= Texte des späten Mittelalters. Band 9).
- als Hrsg.: Pontus und Sidonia: in der Verdeutschung eines Ungenannten aus dem 15. Jahrhundert. E. Schmidt, Berlin 1961.
- Das Eisenacher Zehnjungfrauenspiel. E. Schmidt, Berlin 1964.
- Der „Trojanische Krieg“ im späten Mittelalter: deutsche Trojaromane des 15. Jahrhunderts. E. Schmidt, Berlin 1968.
- Ein Losbuch Konrad Bollstatters. Aus Codex Germanicus Monacensis 312 der Bayerischen Staatsbibliothek München. Reichert Verlag, 1973 (auch als Ein mittelalterliches Wahrsagespiel. Konrad Bollstatters Losbuch in cgm 312, 1978)
- Gotische Schriften in deutscher Sprache. I: Vom späten 12. Jahrhundert bis um 1300. Textband und Tafelband. Reichert Verlag, Wiesbaden 1987, ISBN 9783882262810.
- Gotische Schriften in deutscher Sprache. II: Die oberdeutschen Handschriften von 1300 bis 1350. Reichert Verlag, 2009, ISBN 9783895006036.
- Paläographie und Handschriftenkunde für Germanisten. Eine Einführung. Niemeyer, Tübingen 1999; 3. Auflage, De Gruyter, 2014.
- Deutsche mittelalterliche Handschriften aus bayerischen Klosterbibliotheken. In: Bibliotheksforum Bayern. Band 9, 1981, S. 51.
- Die Bibliothek des Katharinenklosters in Nürnberg und die städtische Gesellschaft. In: Bernd Moeller, Hans Patze, Karl Stackmann (Hrsg.): Studien zum städtischen Bildungswesen des späten Mittelalters und der frühen Neuzeit (= Abhandlungen der Göttinger Akademie der Wissenschaften, Philologisch-historische Klasse. 3. Folge, Band 137). Göttingen 1983, S. 70–82.